# Присмехулен сокол
Присмехулните соколи (Herpetotheres cachinnans) са вид едри птици от семейство Соколови (Falconidae), единствен представител на род Herpetotheres.
Разпространени са в тропичните области на Америка до надморска височина около 1500 метра, като предпочитат влажни области с разпръсната дървесна растителност. Достигат дължина на тялото 46 – 56 сантиметра, размах на крилата 79 – 94 сантиметра и маса 600 – 800 грама при женските и 410 – 680 грама при мъжките. Хранят се с влечуги, включително отровни змии, в по-малка степен с гризачи, прилепи и стоножки.